# Ойба
Ойба (исп. Oiba) — город и муниципалитет в северо-восточной части Колумбии, на территории департамента Сантандер. Входит в состав провинции Комунера.

## История
Поселение, из которого позднее вырос город, было основано 28 февраля 1540 года. Муниципалитет Ойба был выделен в отдельную административную единицу в 1887 году.

## Географическое положение

Муниципалитет Ойба

Город расположен в южной части департамента, в горной местности Восточной Кордильеры, на расстоянии приблизительно 91 километра к юго-юго-западу (SSW) от города Букараманги, административного центра департамента. Абсолютная высота — 1421 метр над уровнем моря.
Муниципалитет Ойба граничит на севере с территорией муниципалитета Конфинес, на северо-западе — с муниципалитетом Гуапота, на западе — с муниципалитетом Гуадалупе, на юго-западе и юге — с муниципалитетом Суайта, на востоке и северо-востоке — с муниципалитетом Чарала. Площадь муниципалитета составляет 287 км².

## Население
По данным Национального административного департамента статистики Колумбии, совокупная численность населения города и муниципалитета в 2015 году составляла 11 738 человек.
Динамика численности населения муниципалитета по годам:
| 2005   | 2006   | 2007   | 2008   | 2009   | 2010   | 2011   | 2012   | 2013   | 2014   | 2015   |
| ------ | ------ | ------ | ------ | ------ | ------ | ------ | ------ | ------ | ------ | ------ |
| 10 983 | 11 025 | 11 094 | 11 178 | 11 258 | 11 337 | 11 414 | 11 488 | 11 573 | 11 658 | 11 738 |

Согласно данным переписи 2005 года мужчины составляли 51 % от населения Ойбы, женщины — соответственно 49 %. В расовом отношении белые и метисы составляли 93,5 % от населения города; негры, мулаты и райсальцы — 6,5 %.
Уровень грамотности среди всего населения составлял 89 %.

## Экономика
Основу экономики Ойбы составляет сельское хозяйство.
47,6 % от общего числа городских и муниципальных предприятий составляют предприятия торговой сферы, 35,5 % — предприятия сферы обслуживания, 13,5 % — промышленные предприятия, 3,4 % — предприятия иных отраслей экономики.

## Транспорт
Через город проходит национальное шоссе № 45А (исп. Ruta Nacional 45А).